# شامبسكرت (أورن)
شامبسكرت هي بلدية في أورن في شمال غرب فرنسا.